# Acantita
L'acantita és un mineral de la classe dels sulfurs que va ser descrit per primera vegada el 1855 per Gustav Adolf Kenngott, qui la va trobar a Jáchymov, Bohèmia, República Txeca. El nom prové de la paraula grega akantha que significa espina o fletxa, en referència a la seva forma cristal·lina. És isostructural amb l'aguilarita. Pertany i dona nom al grup de l'acantita.

## Propietats
L'acantita, amb fórmula Ag₂S, cristal·litza en el sistema monoclínic. És un mineral tou, ja que la seva duresa va de 2 a 2,5 a l'escala de Mohs. És la forma estable de sulfur d'argent per sota de 177 °C. Quan aquest sulfur sobrepassa aquesta temperatura es converteix en argentita.
L'estructura química de l'argentita és cúbica, però quan es refreda per sota dels 177 °C i es converteix en acantita es torna monoclínica. El nom argentita s'utilitza de manera errònia per descriure seudomorfismes pseudo-cúbics de sulfur d'argent on la forma cristal·lina cúbica original de l'argentita s'ha mantingut al refredar-se. La forma correcta d'etiquetar aquests espècimens hauria de ser "acantita, pseudo-cúbica" o "acantita pseudomòrfica després d'argentita". Tots els sulfurs de plata trobats a la naturalesa a temperatura ambient són acantites.
Segons la classificació de Nickel-Strunz, l'acantita pertany a «02.BA: sulfurs metàl·lics amb proporció M:S > 1:1 (principalment 2:1) amb coure, argent i/o or» juntament amb els següents minerals: calcocita, djurleïta, geerita, roxbyita, anilita, digenita, bornita, bellidoïta, berzelianita, athabascaïta, umangita, rickardita, weissita, mckinstryita, stromeyerita, jalpaïta, selenojalpaïta, eucairita, aguilarita, naumannita, cervel·leïta, hessita, chenguodaïta, henryita, stützita, argirodita, canfieldita, putzita, fischesserita, penzhinita, petrovskaïta, petzita, uytenbogaardtita, bezsmertnovita, bilibinskita i bogdanovita.

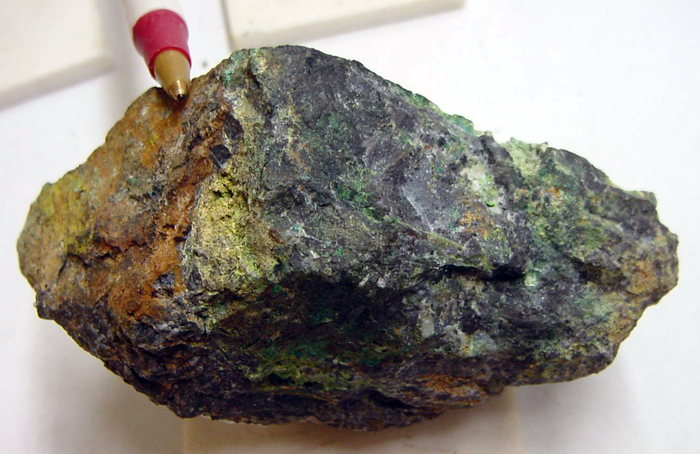
Acantita, pseudomòrfica després d'argentita

## Formació i jaciments
És un mineral comú de plata que es troba a les vetes hidrotermals de baixa temperatura i en zones d'enriquiment secundari. Es presenta en associació amb plata nativa, pirargirita, proustita, polibasita, estefanita, aguilarita, galena, calcopirita, esfalerita, calcita i quars. Als territoris de parla catalana se n'ha trobat acantita a la pedrera Berta (El Papiol, Barcelona), a la mina Atrevida (Vimbodí, Tarragona) i a la mina Balcoll (Falset, Tarragona).

## Varietats
Existeix una varietat d'acantita anomenada acantita zínquica (Zincian Acanthite, en anglès), que com el seu nom indica conté zinc a la seva fórmula. Va ser trobada a la mina Hiaco, Potosí (Bolívia).